# Качум-Махале
Качум-Махале (перс. كچوم محله) — село в Ірані, у дегестані Чубар, у бахші Хавік, шагрестані Талеш остану Ґілян. За даними перепису 2006 року, його населення становило 32 особи, що проживали у складі 5 сімей.